# George Stuart Robertson
George Stuart Robertson (Londres, 25 de maig de 1872 - Londres, 29 de gener de 1967) va ser un atleta i tennista britànic.

## Jocs Olímpics

### Dobles
| Any  | Campionat                     | Parella           |
| ---- | ----------------------------- | ----------------- |
| 1896 | Jocs Olímpics, Atenes, Grècia | Edwin Flack (AUS) |